# 桃生町牛田
桃生町牛田（ものうちょう うした）は、宮城県石巻市にある大字であり、旧桃生郡桃生町牛田、旧桃生郡桃生村牛田、旧桃生郡牛田村に相当する。郵便番号は986-0305。住民基本台帳に基づく人口は121人、世帯数は40世帯（2025年4月30日現在）。

## 地理
石巻市の北部、桃生地域の東部に位置し、東で桃生町永井と、南から南西にかけて桃生町寺崎と、南西から北にかけて豊里町と、北で桃生町倉埣と接する。

### 小字
仙台法務局石巻支局の「石巻市登記所備付地図データ」（2024年10月5日時点）、デジタル庁公表のアドレス・ベース・レジストリの「宮城県町字マスターデータセット」（2024年8月13日時点）、東北運輸局公表の「東北運輸局宮城運輸支局住所コード表」（2024年11月1日時点）および桃生町史編纂委員会著の「桃生町史第三巻自然・民俗編」（1990年7月30日発行）によれば、桃生町牛田の小字は以下の通りである。
| 町・字     | 町・字   | 出典         | 出典   | 出典 | 出典 |
| 大字       | 小字     | 町字マスター | 運輸局 | 町史 | 登記 |
| ---------- | -------- | ------------ | ------ | ---- | ---- |
| 桃生町牛田 | 字大橋   | ○            | ○      | ○    | ○    |
| 桃生町牛田 | 字舘前   | ○            | ○      | ○    | ○    |
| 桃生町牛田 | 字五反畑 | ○            | ○      | ×    | ○    |
| 桃生町牛田 | 字小待井 | ○            | ○      | ○    | ○    |
| 桃生町牛田 | 字新大橋 | ○            | ×      | ×    | ○    |
| 桃生町牛田 | 字中道   | ○            | ○      | ○    | ○    |
| 桃生町牛田 | 字雷     | ○            | ○      | ○    | ○    |
| 桃生町牛田 | 字五反田 | ×            | ×      | ○    | ×    |
| 桃生町牛田 | 字館前   | ×            | ×      | ○    | ×    |

#### 明治期の小字
宮城県各村字調書によると明治17、18年頃の牛田村の小字は以下の通りである。
- 馬場前
- 茨嶋
- 女見前
- 天道田
- 洞口
- 外天道田
- 中道
- 五反畑
- 下小待井
- 雷
- 借屋
- 大洞
- 内大洞
- 一里塚
- 二ノ屋
- 九走
- 大橋
- 十三走
- ドブ内原谷地
- 外原谷地
- 土手外

#### 安永期の小字
安永風土記によると安永期での寺崎村の小字（小名）は以下の通りである。
- 如来
- 谷地中
- 下牛田
- 小屋敷
- 舘ケ崎
- 押切

## 歴史
「葛西大崎舟止日記」によれば「うし田の内ふね壱そう」とあり、脇谷村・倉埣村と並んで鮭漁が盛んに行われていたとされる。
寛永17年（1640年）には仙台藩領にて領内総検地が実施され、それに伴い藩内の郡・村が再編され近世の郡村制度が確立した。牛田村は中奥の郡奉行支配地のうち桃生郡北方の代官区に属することになった。寛文期から元禄期にかけて瀬上氏、その後は長沼氏が知行主であったが、元禄八年仙台藩4代目藩主伊達綱村の弟である伊達村和が三万石を分けられ、桃生郡中津山村・寺崎村・牛田村・倉埣村・脇谷村・永井村・太田村、栗原郡猿飛来村・平形村・岩崎村・大原木村を以て中津山藩を設置した。元禄十二年事件により、村和は逼塞し、中津山藩は廃された。知行主は登米伊達家に移り、布施氏、そして享保八年から幕末まで黒沢氏が治めた。
封内風土記によれば安永期の人頭の24戸と小規模な集落であったことがうかがえる。

### 沿革
※新暦導入以前（明治5年以前）の日付は和暦による旧暦で表記する。丸括弧内は西暦で、1581年以前はユリウス暦、1582年以降はグレゴリオ暦。
- 明治元年12月12日（1869年1月24日） - 高崎藩の支配下に置かれる[15]。
- 明治2年
  - 7月20日（1869年8月27日） - 桃生県所属となる[15]。
  - 8月13日（1869年9月18日） - 石巻県所属となる[15]。
- 明治3年9月28日（1870年10月22日） - 登米県所属となる[15]。
- 明治4年11月2日（1871年12月13日） - 仙台県所属となる[15]。
- 明治5年
  - 1月8日（1872年2月16日） - 宮城県所属となる[15]。
  - 4月 - 宮城県第11大区小2区に属する[15]。
- 1874年（明治7年）
  - 4月 - 宮城県第6大区小9区に属する[15]。
  - 12月 - 寺崎郵便取扱所発足[16]。
- 1876年（明治9年）11月 - 宮城県第5大区小6区に属する[15]。
- 1878年（明治11年）11月 - 郡区町村編成法施行[15]。
- 1889年（明治22年）4月1日 - 牛田村と太田村・樫崎村・永井村・倉埣村・脇谷村が合併し村制施行[15]。牛田村は桃生村牛田となる。
- 1955年（昭和30年）3月21日 - 中津山村と桃生村が合併し町制を施行[17]。桃生村牛田は桃生町牛田となる[17]。
- 2005年（平成17年）4月1日 - 石巻市・河北町・桃生町・雄勝町・河南町・北上町・牡鹿町が合併し石巻市が成立。桃生町牛田は石巻市桃生町牛田となる。
- 2011年（平成23年）3月11日 - 東北地方太平洋沖地震が発生し罹災する[18]。

### 地名の由来
桃生町史によれば、「牛田」の地名の由来には次の4説があるとされる。
- 御下説
  - 中世、葛西伝益が築いた如来館なる居城の下にある集落ということから「御下」と呼ばれるようになり、それが転訛して「牛田」になったという説[19]。
- 牛田典膳説
  - 葛西氏の前に牛田典膳なる武将の居城があったことから、「牛田」と呼ばれるようになったという説[19]。
- アイヌ語説
  - アイヌ語で「ウシ」は「～がたくさん集まったところ」の意をもつことから、田がたくさんあるところという意味で「ウシタ」と名付けられ、これが「牛田」となったという説[19][20]。
- 内田説[19]

## 施設
- 牛田下生活センター（桃生町牛田字雷109番地1） - 石巻市の緊急避難所に指定されている[21]

## 交通

### 道路
- 宮城県道61号涌谷津山線

## 人口
2025年（令和7年）4月30日現在の世帯数と人口は以下の通りである。
| 大字       | 字・番地 | 世帯数〔戸〕 | 総人口〔人〕 |
| ---------- | -------- | ------------ | ------------ |
| 桃生町牛田 | 字五反畑 | 7            | 15           |
| 桃生町牛田 | 字舘前   | 13           | 43           |
| 桃生町牛田 | 字雷     | 20           | 63           |
| 合計       | 合計     | 40           | 121          |

### 人口・世帯数の推移
以下は国勢調査による1995年から2020年における5年ごとの桃生町牛田（2000年までは牛田）の人口推移を表すグラフである。
| 1995年 | 183人 |  |
| 2000年 | 181人 |  |
| 2005年 | 173人 |  |
| 2010年 | 163人 |  |
| 2015年 | 150人 |  |
| 2020年 | 134人 |  |

以下は国勢調査による1995年から2020年における5年ごとの桃生町牛田（2000年までは牛田）の世帯数推移を表すグラフである。
| 1995年 | 38世帯 |  |
| 2000年 | 40世帯 |  |
| 2005年 | 43世帯 |  |
| 2010年 | 45世帯 |  |
| 2015年 | 42世帯 |  |
| 2020年 | 39世帯 |  |

## 教育

### 小・中学校の学区
2025年（令和7年）5月現在における小・中学校の学区は以下の通りである。
| 大字       | 字・番地 | 小学校             | 中学校             |
| ---------- | -------- | ------------------ | ------------------ |
| 桃生町牛田 | 全域     | 石巻市立桃生小学校 | 石巻市立桃生中学校 |

## 行政区
石巻市は世帯数及び人口の調査、世帯台帳の整備、市行政の周知、連絡、通知のための公文書の配布伝達を円滑に行うために、行政区を定めている。石巻市の例規「石巻市行政委員規則」（2024年2月1日施行）によれば、桃生町牛田と対応する行政区は以下の通りである。
| 行政区     | 町・字（特記なければ各全部） | 町・字（特記なければ各全部） |
| 行政区     | 大字                         | 小字                         |
| ---------- | ---------------------------- | ---------------------------- |
| 深山・牛田 | 桃生町牛田                   | 字雷                         |
| 深山・牛田 | 桃生町牛田                   | 字五反畑                     |
| 深山・牛田 | 桃生町牛田                   | 字舘前                       |

### 石巻市・桃生町
- 桃生町史編纂委員会 編『桃生町史』 3巻、桃生町長 鈴木新、1990年7月30日。
- 桃生町史編纂委員会 編『桃生町史』 4巻、桃生町長 鈴木新、1993年3月31日。
- 桃生町史編纂委員会 編『桃生町史』 5巻、桃生町長 鈴木新、1996年11月1日。
- 石巻市 編『石巻市東日本大震災復興記録誌』石巻市、2024年7月8日。